# Schöngleina
Schöngleina est une commune allemande de l'arrondissement de Saale-Holzland, Land de Thuringe.

## Géographie
Schöngleina se situe au sud-est du Wöllmisse.
| Großlöbichau | Bürgel               |           |
| Schlöben     | Schöngleina          | Scheiditz |
|              | Ruttersdorf-Lotschen |           |

## Histoire
Schöngleina est mentionné pour la première fois en 1190 sous le nom de Gleina. Entre 1580 et 1594, la maison de Lichtenhain, héritière de la maison de Lobdeburg, elle-même descendante de la maison de Glina, fondée par Otto von Glina en 1190, la maison de Lichtenhain fait bâtir un château, probablement un château-fort composé de cinq tours, murs et les douves, dont seuls quelques vestiges sont conservés aujourd'hui.
À la fin des années 1930, une base aérienne est construite sur le Wöllmisse. En Novembre 1946, le site est reconstruit. En 1956, on décide de la construction de l'aérodrome d'Iéna-Schöngleina ; un premier hangar est élevé en 1958. Le 13 septembre 1959, le premier avion atterrit.

## Source de la traduction
- (de) Cet article est partiellement ou en totalité issu de l’article de Wikipédia en allemand intitulé « Schöngleina » (voir la liste des auteurs).